# Kei Fujiwara (céramiste)
Pour les articles homonymes, voir Fujiwara (homonymie).
Kei Fujiwara (藤原 啓, Fujiwara Kei), né le 28 février 1899 à Bizen dans la préfecture d'Okayama - mort le 12 novembre 1983, est un potier et céramiste japonais. Il est désigné Trésor national vivant du Japon en 1970 dans la catégorie « Céramique ». Ses deux fils, Yū Fujiwara et Kyōsuke Fujiwara, sont également potiers. Alors que Yū l'ainé, également Trésor national vivant, poursuit la tradition de la céramique de Bizen, Kyōsuke innove avec la fusion des céramiques de Bizen et de Shino.

## Biographie
Kei Fujiwara est le troisième fils du paysan Fujiwara Isaburo. Comme il possède un certain talent pour composer des haïku et raconter des histoires, il veut d'abord devenir écrivain. En 1915, il postule donc un emploi auprès de l'éditeur Hakubunkan et se rend à Tokyo en 1919 pour travailler au comité de rédaction de la revue littéraire Bungaku Sekai (文学世界). Il compose à cette époque de la poésie influencée par Hakuchō Masamune et Tokutomi Roka, tous deux originaires de Bizen. Par ailleurs, il fréquente l'université de Waseda en tant qu'étudiant libre pendant un an et se familiarise avec Shakespeare, la littérature russe et allemande. En 1922, il publie son recueil de poésie Yūbe no nakashimi (夕の哀しみ) et en 1928, en collaboration avec le poète Shungetsu Ikuda, un volume comprenant des traductions de poèmes de Heine. En 1930, il démissionne de chez Hakubunkan afin de devenir écrivain puis retourne dans son pays natal en 1937.

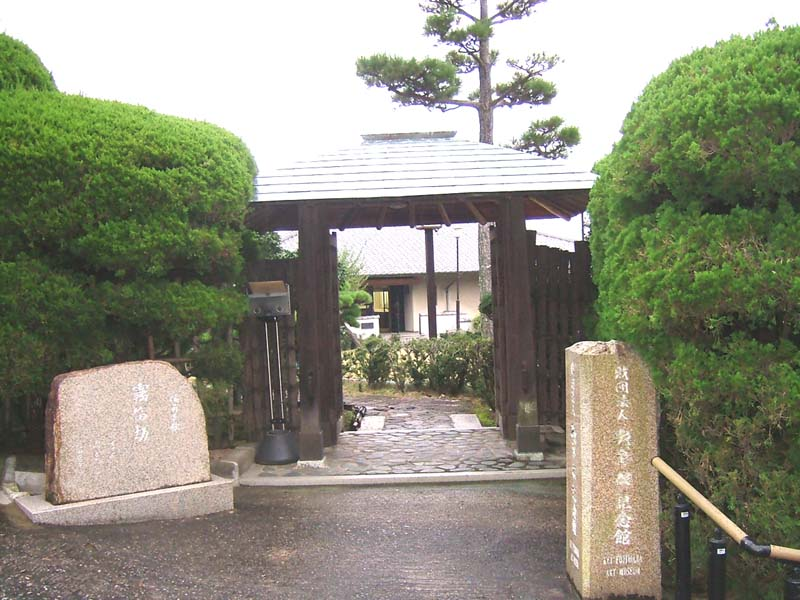
Entrée du musée inauguré en 1976 pour commémorer Kei Fujiwara.

L'année suivante, sur les conseils des personnes vivants dans le voisinage de Masamune Atsuo, un érudit des études nationales et frère du poète Hakuchō Masamune, Fujiwara se rend en apprentissage auprès de Baike Mimura afin d'apprendre l'art de la poterie ; il a alors 39 ans. Il termine son apprentissage en 1948  et poursuit sa formation auprès du maître céramiste Tōyō Kaneshige et du très polyvalent Kitaōji Rosanjin. Fujiwara s'intéresse à l'ancienne céramique Bizen remise au goût du jour par Kaneshige et concentre ses efforts sur l'époque Azuchi Momoyama, d'où il crée un style contemporain pour ce type de céramique. Grâce à Rosanjin, Fujiwara 1954 expose ses créations dans le grand magasin Takashimaya du quartier d'affaires Nihonbashi de Tokyo. En 1962, il est lauréat du Prix de poterie de Prague.
Le 25 avril 1970, Kei Fujiwara est désigné Trésor national vivant du Japon pour son travail relatif à la céramique de Bizen. En 1972, il est honoré de l'ordre du Soleil levant (officier de la classe du mérite). En 1976, il est nommé citoyen d'honneur de la ville de Bizen. La même année est inauguré le musée Fujiwara-Kei dans lequel sont exposées ses œuvres ainsi que d'anciennes céramiques de Bizen.

## Source de la traduction
- (de) Cet article est partiellement ou en totalité issu de l’article de Wikipédia en allemand intitulé « Fujiwara Kei » (voir la liste des auteurs).